# Зворотний степеневий метод
Зворотний степеневий метод або метод зворотних ітерацій — ітеративний алгоритм обчислення власних векторів і значень. Дозволяє шукати власний вектор і власне значення довільної матриці. Зазвичай використовується для обчислення власних векторів, якщо для власних значень відомі досить хороші наближення.
В обчислювальному відношенні метод схожий на степеневий метод. Ймовірно, спочатку його розроблено для обчислення резонансних частот у механіці.

## Метод
Нехай є квадратна матриця {\displaystyle A} і її наближене власне значення {\displaystyle \mu }. Початковий вектор {\displaystyle b_{0}} може бути випадковим або відомим наближенням власного вектора. Метод зводиться до послідовного обчислення векторів за формулою
{\displaystyle b_{k+1}={\frac {(A-\mu I)^{-1}b_{k}}{C_{k}}},}
де {\displaystyle C_{k}} нормувальні константи.
Зазвичай на кожному кроці просто нормують вектор {\displaystyle b_{k+1}} до одиничної довжини. Послідовність векторів не обов'язково збігається, але починаючи з деякого кроку будь-який вектор послідовності є власним з точністю до похибок округлення під час множення на матрицю. Йому відповідає найближче до {\displaystyle \mu } власне значення. Після того, як знайдено власний вектор {\displaystyle b}, можна точно обчислити це власне значення за формулою:
{\displaystyle \mu _{b}={\frac {b^{T}Ab}{b^{T}b}}={\frac {(b,Ab)}{(b,b)}}}
Що ближче {\displaystyle \mu } до власного значення, то швидша збіжність. Коли відомі хороші наближення власних значень, може знадобитися всього 2-3 ітерації.

## Обґрунтування і збіжність
Зворотний степеневий метод відрізняється від степеневого методу тільки використовуваною для множення матрицею. Тому він дозволяє знайти власний вектор, відповідний найбільшому за модулем власному значенню матриці {\displaystyle (A-\mu I)^{-1}}. Власні значення цієї матриці — {\displaystyle (\lambda _{1}-\mu )^{-1},...,(\lambda _{n}-\mu )^{-1},} де {\displaystyle \lambda _{i}} власні значення матриці {\displaystyle A}. Найбільше за модулем власне значення відповідає найменшому за модулем значенню {\displaystyle (\lambda _{1}-\mu ),...,(\lambda _{n}-\mu ).}
Власні вектори {\displaystyle A} і {\displaystyle (A-\mu I)^{-1}} збігаються, оскільки:
{\displaystyle Av=\lambda v\Leftrightarrow (A-\mu I)v=\lambda v-\mu v\Leftrightarrow (\lambda -\mu )^{-1}v=(A-\mu I)^{-1}v}
Зокрема, якщо задати {\displaystyle \mu =0}, а матриця {\displaystyle A} має зворотну, ми знайдемо власний вектор з найменшим за модулем власним значенням.
У плані ітерацій зворотний степеневий метод нічим не відрізняється від степеневого методу. Тому доведення його збіжності ідентичне і метод має таку ж лінійну швидкість збіжності.

## Якщо невідомі наближення власних значень
Межі для власних значень матриці можна знайти за допомогою векторно підпорядкованої норми матриці. А саме
{\displaystyle \left\|A\right\|\geq |\lambda |,} для будь-якого власного значення {\displaystyle \lambda }.
Якщо власні значення матриці досить добре розділені, то вибираючи на відрізку {\displaystyle [-\left\|A\right\|,\left\|A\right\|]} початкове значення {\displaystyle \mu } з досить малим кроком можна знайти всі власні значення і вектори матриці. Однак у цьому випадку ефективнішим може виявитися метод ітерацій Релея.